# Mario Sports Mix
Mario Sports Mix is een Mario-sportspel uit begin 2011 voor de Wii. Het spel bevat de sporten basketbal, volleybal, trefbal en hockey. Het spel wordt soms vergeleken met Mario Slam Basketball, vanwege de ?-panelen in de vloer en de terugkeer van de Final Fantasy-personages Ninja, Black Mage, White Mage, Moogle en Cactuar.

## Personages

### Bespeelbaar
- Mario
- Luigi
- Peach
- Daisy
- Yoshi
- Toad
- Bowser
- Bowser Jr.
- Donkey Kong
- Diddy Kong
- Wario
- Waluigi
- Ninja
- Black Mage
- White Mage
- Cactuar
- Moogle
- Slime
- Mii

### Niet-bespeelbaar
- Shy Guy
- Pianta